# 栋西耶尔
栋西耶尔（法語：Doncières，法語發音：[dɔ̃sjɛʁ] ⓘ）是法国大東部大區孚日省的一个市镇，属于埃皮纳勒区。

## 地理
栋西耶尔（48°23'38"N, 6°38'9"E）面积7.63 平方千米，位于法国大東部大區孚日省，该省份为法国东北部内陆省份，北起默兹省和默尔特-摩泽尔省，西接上马恩省，南至上索恩省和贝尔福地区省，东临上莱茵省和下莱茵省。
与栋西耶尔接壤的市镇（或旧市镇、城区）包括：梅纳尔蒙、诺松库尔、朗贝维莱、罗维尔欧谢讷、克萨费维莱尔、昂格勒蒙。

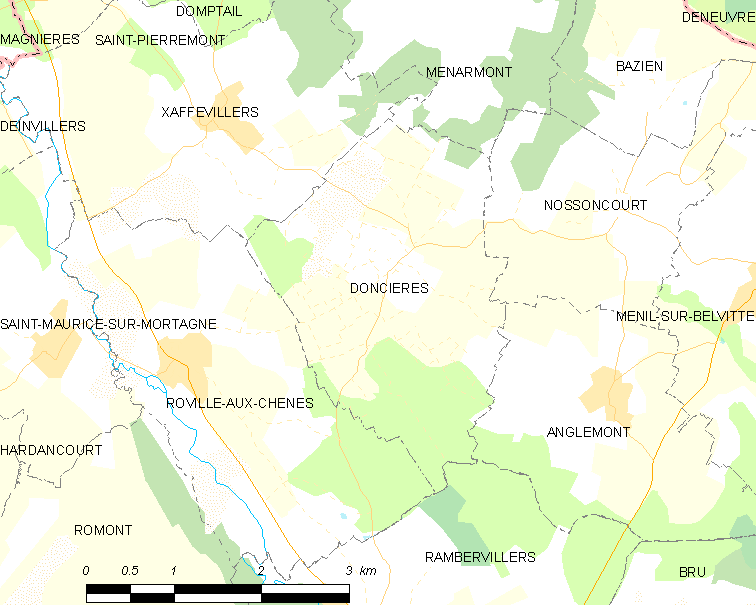
栋西耶尔的OSM定位图

栋西耶尔的时区为UTC+01:00、UTC+02:00（夏令时）。

## 行政
栋西耶尔的邮政编码为88700，INSEE市镇编码为88156。

## 政治
栋西耶尔所属的省级选区为拉翁莱塔普县。

## 人口

1962-2008年间栋西耶尔人口变化图示

栋西耶尔于2022年1月1日时的人口数量为156人。